# کالین مک‌کاهون
کالین مک‌کاهون (انگلیسی: Colin McCahon؛ ۱ اوت ۱۹۱۹ – ۲۷ مهٔ ۱۹۸۷) یک نقاش نیوزیلندی است. او هنر نوگرا را در ابتدای سده بیستم میلادی به نیوزیلند معرفی کرد. از او، به عنوان مهم‌ترین هنرمند نوگرای نیوزیلند، به‌خصوص به خاطر مناظری که کشیده، یاد می‌شود.